# Zovaber (Gegharkunik)
Zovaber (in armeno Զովաբեր?) è un comune dell'Armenia di 1 597 abitanti (2009) della provincia di Gegharkunik.